# Кръшко
Кръшко или Кършко (на словенски: Krško) е град и общински център в Югоизточна Словения, в Долносавски регион. Населението му е около 7097 души (по приблизителна оценка от януари 2018 г.).

## География и описание
Кръшко се намира на двата бряга на река Сава, в горното ѝ течение, недалеч от границата на Словения с Хърватия. Край Кръшко е разположена единствената в Словения и бивша Югославия атомна електроцентрала АЕЦ Кръшко. Градът е разположен в близост до магистрален участък от Любляна към Хърватия.

## История
Територията на града и общината е населено от праисторически времена, праисторически останки са намерени в близките пещери. В община Кършко има също така останки от илирски и келтски селища. Остатъци от римски град (Невиодунум) и пристанище на река Сава се намират край близкото село Дърново.
Първото споменаване на Кършко от Средновековието е от германски документ от 895 г., където е наречено Гуркфелд (Gurkfeld). Права на град получава при австрийския император Фридрих III през 1477 г., който целял укрепване на селищата в околността пред заплахата от османски нашествия. През 1573 г. жителите на областта подпомагат селското въстание на Матия Губец, чиято армия е победена от местния барон именно на Кръшкото поле.
В Австрийската империя Кършко играе роля като митнически пункт и пристанище на река Сава. До средата на 20 век градът се намирал на десния бряг на Сава, след което е обединен със селището Видем, намиращо се от лявата страна на реката.
През втората половина на 19 век се изграждат редица сгради, сред които първото училище с преподаване на словенски език в Кранската област, основано през 1877 г. Градът става един от центровете на словенското национално възраждане. През 1918 г. заедно с останалата част от Словения Кръшко става част от Кралството на сърби, хървати и словенци (от 1929 г. наречено Кралство Югославия). През Втората световна война, скоро след германското нападение срещу Югославия, областта е присъединена към Третия райх, а словенското население е почти напълно изселено.
Решаващо влияние в развитието на града през 20 век изиграва индустриалното му развитие, което е особено интензивно през втората половина на века. Построени са печатна фабрика (1923 г.), фабрика за целулоза и хартия, и най-вече атомната централа Кършко (през 1981 г.).